# Suillus
Suillus és un gènere de fongs de l'ordre dels boletals (Boletales) classificats anteriorment a la família Boletaceae, ara a la família Suillaceae. En llatí, suillus significa "porcí".
Es podrien descriure com a "bolets tous". Creixen principalment sota coníferes, porten un vel parcial, que es convertirà en un anell o les restes d'un anell. En general, són comestibles però sovint mediocres.
Les espècies d'aquest gènere són comestibles però la cutícula de llur capell és viscosa, amarga i laxant, i els himenis massa esponjosos un cop cuits, de manera que s'han de llevar abans de coure'ls. Llur consum ha de ser moderat perquè poden concentrar certs radionúclids (cesi 137, de les seqüeles de Txernòbil per exemple) i portar-los a la superfície, a través de llur capell,.

## Definició de gènere

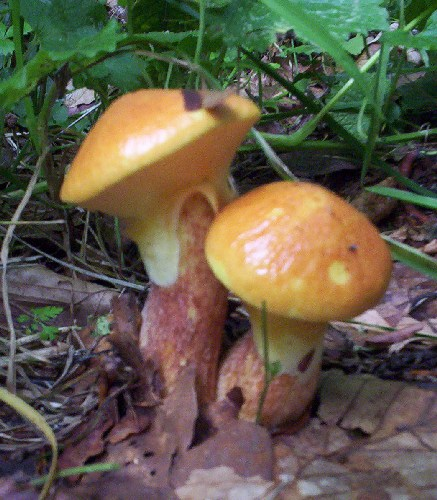
Suillus grevillei

Capell viscós i glabre o sec i esquamulós, de vegades amb restes del vel parcial, apendicular. La carn és blanca o groc pàl·lid, inalterable o de vegades té una color vermellosa pàl·lida. Himeni adnat o annexat, groc pàl·lid o castany canyella.
Estípit sec, anellat o no, generalment amb punts o taques glandulars. Esporada castany canyella pàl·lid. Espores llises, curtes fusiformes.

## Hàbitat
Regió nord-sud a les regions temperades i tropicals al límit sud de Pinaceae (subaureus S. in Betula). Absent a l'Àfrica. N'hi ha sovint en boscos de pins exòtics trasplantats més enllà de les àrees de repartició natural.
Micorrizes sistemàtiques obligades amb Pinaceae, però una espècie coneguda va associada amb Betula al nord-est dels Estats Units.

## Classificació filogenètica
Recentment, el gènere Suillus ha estat reintegrat als Boletales on el clade Suillineae els agrupa. Sembla que dues branques es divideixen a l'hemisferi nord.

### Filograma del CladeSuillineae
Les darreres investigacions semblen integrar els gèneres Gomphidius i Truncocolumella, amb els gèneres Rhizopogon i Suillus que desenvoluparien un clade europeu i un clade americà
 
- - Boletales
    - Suillaceae - Clade dels Suillineae
      - Gomphidius subroseus, USA
        - Gomphidius glutinosus
          - Chroogomphus vinicolor
            - Truncocolumella citrina, USA
              - Rhizopogon subcearulescens
                - Fuscoboletinus ochraceoroseus
                  - Fuscoboletinus paluster
                    - Boletinus cavipes
                      - Suillus asiaticus

                  - Fuscoboletinus larcinus
                    - Fuscoboletinus grisellus
                      - Suillus tridentinus
                        - Suillus grevillei - Europa
                          - Ga larcinus

                - Fuscoboletinus spectabilis
                - Fuscoboletinus sinuspaulianus
                - Suillus lakei
                  - Suillus caerulescens

                - Suillus subaureus
                  - Suillus subluteus
                    - Suillus cothumatus

                - Suillus subalutaceus
                - Suillus intermedius
                  - Suillus umbonatus
                    - Suillus sibiricus
                      - Suillus americanus, USA

                - Suillus placidus
                  - Suillus granulatus C

                - Suillus spraguei
                  - Suillus decipiens

                - Suillus bovinus
                  - Suillus punctipes
                    - Suillus variegatus
                      - Suillus tomentosus

                - Suillus granulatus A
                  -                     - Suillus collinitus

                  - Suillus pungens
                  - Suillus granulatus B
                  - Suillus neoalbidipes
                    - Suillus grandulosipes

                  - Suillus pseudobrevipes
                    - Suillus luteus

                  - Suillus brevipes
                    - Fuscoboletinus waeverae

  - Agaricales

### Classificació linneana
- Suillus acerbus
- Suillus acidus
- Suillus americanus
- Suillus bellinii
- Suillus bovinus
- Suillus brevipes
- Suillus caerulescens
- Suillus cavipes
- Suillus collinitus
- Suillus cothurnatus
- Suillus flavidus
- Suillus granulatus
- Suillus grevillei
- Suillus lakei
- Suillus luteus, qui est l'espèce type
- Suillus neoalbidipes
- Suillus ochraceoroseus
- Suillus pictus
- Suillus pinorigidus
- Suillus placidus
- Suillus plorans
- Suillus punctipes
- Suillus pungens
- Suillus sibiricus
- Suillus subacerbus
- Suillus subluteus
- Suillus tomentosus
- Suillus tridentinus
- Suillus variegatus
- Suillus viscidus